# 트라야누스 원주
트라야누스 원주(라틴어: COLVMNA·TRAIANI, 이탈리아어: Colonna Traiana)는 로마 황제 트라야누스를 기념하기 위해 원로원의 명령으로 다마스쿠스의 아폴로도로스가 건설했다. 이 원주는 퀴리날레 언덕 근처, 포룸 로마눔 북쪽의 트라야누스 포룸에 있다. 113년에 완성된 이 원주는 다키아 전쟁에서 트라야누스 승리를 기념하는 부조로 유명하다.
원주는 높이 30m, 지름 4m이며, 받침을 포함하면 38m에 이른다. 기둥 주변에 새겨진 190m에 달하는 프리즈(건물의 기둥이나 회랑 위에 새겨진 가로띠 형태의 양각 장식)는 기둥을 23번 회전하며, 내부에는 꼭대기 전망대로 가는 나선형 계단 185개가 있다. 32톤 무게의 둥근 바위 스무 개를 쌓아서 만들었다.
원주를 묘사한 동전에 따르면, 독수리로 추정되는 새가 꼭대기에 있었고, 후에 신격화된 트라야누스의 나신상이 위치했는데, 중세 시대에 사라졌다. 1588년, 교황 식스토 5세에 의해 성 베드로 상이 세워졌다.

## 부조
부조들은 두 차례에 걸친 트라야누스의 성공적인 다키아 원정을 표현하고 있다. 아래쪽 절반은 1차 원정, 위쪽 절반은 2차 원정을 묘사한다. 두 부분은 트로피가 옆에 달린 방패를 든, 승리를 의인화한 조각에 의해 분리된다.
프리즈의 장면들은 연속적이며, 아래에서 볼 때 같은 크기로 보이도록 만들어져 있다. 조각에는 원근법이 거의 적용되지 않았고, 한 장면에 여러 시점이 적용되어 더 많은 사실을 표현할 수 있었다.(벽 뒤에서 일하는 병사를 묘사하기 위한 다른 각도의 적용)
부조들은 다키아인들과 전투하고, 요새를 지으며, 황제의 연설을 듣는 로마군을 주로 묘사하고 있다. 조각은 2500여 개에 달하는 선원들, 병사들, 정치인, 사제의 조각으로 가득 차 있고, 발리스타나 투석기 같은 로마와 다키아인의 무기와 전술에 대한 귀중한 정보를 현대 역사가들에게 제공한다. 또한 트라야누스 조각상 59개와 강의 신도 찾아볼 수 있다.
기단은 다키아 무기의 부조로 덮여 있다. 고대에는 패배한 병사가 항복의 표시로 승자 앞에 무기를 던졌으므로, 이 부조는 항복의 표시로 볼 수 있다.

## 명문
원주 기단의 명문의 내용은 다음과 같다.

SENATVS·POPVLVSQVE·ROMANVS
IMP·CAESARI·DIVI·NERVAE·F·NERVAE
TRAIANO·AVG·GERM·DACICO·PONTIF
MAXIMO·TRIB·POT·XVII·IMP·VI·COS·VI·P·P
AD·DECLARANDVM·QVANTAE·ALTITVDINIS
MONS·ET·LOCVS·TANT<IS·OPER>IBVS·SIT·EGESTVS

원로원과 로마 시민이 이러한 대업을 이루기 위한 난관을 보여 주기 위해 신격 네르바 트라야누스 아우구스투스 게르마니쿠스 다키쿠스의 아들이자, 폰티펙스 막시무스(최고 제사장), 17년간 호민관 권한 보유자, 6번 임페라토르와 집정관으로 선출된 국부(國父) 임페라토르 카이사르에게 기증한다.

## 같이 보기
- 트로파에움 트라이아니

1. ↑  윌리엄 E. 월리스, 이종인 옮김 (2022). 《미켈란젤로, 생의 마지막 여행》. 책과함께. 29쪽.